# Leucospis pediculata
Leucospis pediculata is een vliesvleugelig insect uit de familie Leucospidae. De wetenschappelijke naam is voor het eerst geldig gepubliceerd in 1844 door Guérin-Méneville.